# 坂間叶夢
坂間 叶夢（さかま かなむ、2003年〈平成15年〉5月3日 - 2024年〈令和6年〉3月16日）は、日本の元プロボクサー。東京都足立区出身。東京都立淵江高等学校卒業。2021年5月19日デビュー(ボクシングの日)。第68回全日本新人王ライトフライ級優勝(3賞技能賞獲得)。第4代日本ライトフライ級ユース王者。所属ワールドスポーツボクシングジム。

## 来歴

### 幼少期～プロデビューまで
小学2年生でキックボクシングを始める。キックボクシングでは数々のジュニアタイトルを獲得。ボクシングは小学4年生で転向、U-15全国大会は小学5年生から出場し第10回大会まで準優勝2回優勝2回。U-15の終了に伴い。新たに新設されたジュニアチャンピオンリーグに出場し初代チャンピオンに輝く。高校はボクシングの部活動がない高校に進学した。17才でプロテストに合格。18才で後楽園ホールにてプロデビューをする運びとなった。

### プロデビュー以降
2021年5月19日のプロデビュー戦は3回TKO勝利。
2021年東日本ライトフライ級新人王として、西軍代表神垣拓磨を相手に4回3-0（40-36×2、39-37）判定勝ちで全日本新人王と技能賞を獲得。
そして2023年7月25日に有明アリーナで堀川龍と日本ライトフライ級ユース王座決定戦を行い、8回(2分40秒)TKO勝利し日本ユース王座獲得に成功。
2023年12月26日、有明アリーナにて井上尚弥 対 マーロン・タパレス戦の前座としてジョン・ポール・ガブニラスとのノンタイトルを5回TKOで勝利。
2024年1月8日の成人式に参加し、インタビューを受けた。インタビューでは「20歳になれたらお酒が飲めるが、お酒を飲んでしまうと練習の成果が薄れるので引退まで飲まない。」と語った。

### 突然の訃報
2024年3月18日に大木彪楽相手にユース王座の初防衛戦を予定していたが、16日に体調不良のため棄権が発表され、18日に急死の報道がなされた。前述のガブニラス戦が最後の試合となり、無敗でユース王座を保持したまま突然のキャリア終焉を迎える形となった。全戦全勝で高いKO率を誇る若きホープの訃報にボクシング界は言いようのないショックに包まれた。後日、16日に鋸山の絶壁から飛び降り自殺を遂げた事が、父親によって明かされた。20歳没。
同年3月23日に葬儀が行われた。参列者は700人にも及び、那須川天心、衆議院議員の土田慎、漫画家の森川ジョージらが参列した。また、同葬儀での不適切な写真を関係者がX上に投稿した為物議を醸す事態となり、森川ジョージが経緯説明を行うという一幕があった。

## 人物・エピソード
- プロキャリアを進める中で、京口紘人[21]、寺地拳四朗[22]、中谷潤人[23]、アンソニー・オラスクアガらとスパーリングを重ねた。京口紘人は坂間の事を「将来世界チャンピオンになる選手」と自身のYouTubeチャンネルで語った[24]。
- 那須川天心は20歳で死去した坂間を追悼し、自身のX上に「名前の通り夢を叶える為に誰よりも一生懸命だったと思う　プロになった時1番にサインをあげるって約束したよね　でもおれが忘れてて悲しい顔をしてたよね　だからチャンピオンになった時に最初に書くねと約束してサインを書いたよね　今でも覚えてるよ」と綴り「またどこかで会おう　そして沢山練習しよう　また小さい体育館でも良いね ゆっくり休んでね」と偲んだ[25]。
- はじめの一歩の作者であり坂間が幼少期の頃から親交のある森川ジョージは、坂間の葬儀に出席した後「ボクシングを愛して ボクシングに賭けて ボクシングに殉じた。一度敗戦を観たことがある。頭からタオルをかけてこの世の終わりの如く膝を抱えて動かなかった。まだ子どもなのになんて自分に厳しくボクシングに誠実なのだろう、とその頃からチャンピオンになることを信じて疑わなかった。」と坂間を追悼した[26]。
- WBAは坂間の死去を受け、オフィシャルウェブサイト上に坂間を追悼する声明を発表した[27]。
- 小学生の頃、U-15ボクシング全国大会で初黒星を喫した際のインタビューで「ポイントを取りにいくのではなく倒しにいく自分のスタイルは変えるつもりはありません。」と語っており、その信念はプロキャリアにおいても最後まで変わらなかった[28]。

## 獲得タイトル
- 2021年度東日本ライトフライ級新人王技能賞獲得
- 2021年度全日本ライトフライ級新人王技能賞獲得
- 第4代日本ライトフライ級ユース王座（防衛0）

## 戦績
- プロボクシング - 9戦9勝（8KO）無敗

| 戦           | 日付           | 勝敗 | 時間    | 内容    | 対戦相手                   | 国籍       | 備考                                     |
| ------------ | -------------- | ---- | ------- | ------- | -------------------------- | ---------- | ---------------------------------------- |
| 1            | 2021年5月19日  | ☆    | 3R 1:07 | TKO     | 永里翔（レパード玉熊）     | 日本       | プロデビュー戦                           |
| 2            | 2021年9月28日  | ☆    | 2R 1:05 | TKO     | 縄井愁（ワタナベ）         | 日本       | 2021年度東日本ライトフライ級新人王予選   |
| 3            | 2021年11月3日  | ☆    | 4R 3:00 | TKO     | 山内寛太（DANGAN越谷）     | 日本       | 2021年度東日本ライトフライ級新人王準決勝 |
| 4            | 2021年12月19日 | ☆    | 2R 2:25 | TKO     | 加藤幸海（ワタナベ）       | 日本       | 2021年度東日本ライトフライ級新人王決勝戦 |
| 5            | 2022年2月6日   | ☆    | 4R      | 判定3-0 | 神垣拓磨（井岡）           | 日本       | 2021年度全日本ライトフライ級新人王決勝戦 |
| 6            | 2022年6月7日   | ☆    | 2R 1:34 | TKO     | 石垣芙季（UNITED）         | 日本       |                                          |
| 7            | 2022年11月5日  | ☆    | 1R 2:04 | TKO     | 李漢率                     | 韓国       |                                          |
| 8            | 2023年7月25日  | ☆    | 8R 2:40 | TKO     | 堀川龍（三迫）             | 日本       | 日本ユース・ライトフライ級王座決定戦     |
| 9            | 2023年12月26日 | ☆    | 5R 2:35 | TKO     | ジョン・ポール・ガブニラス | フィリピン |                                          |
| テンプレート |                |      |         |         |                            |            |                                          |